# 環球影劇頻道 (亞洲)
環球影劇頻道（英語：Universal Channel）是一個播送驚悚、劇情、喜劇、恐怖、犯罪與調查類的電影及電視劇頻道，由NBC環球旗下NBC環球國際電視網所有的衛星及有線電視頻道。亞洲版於2008年7月1日正式在新加坡正式發送。NBC環球因應收視習慣的改變，決定收播亞洲區頻道。

## 版本
- Universal Channel 亞洲 HD－新加坡／馬來西亞／香港／菲律賓／泰國／雅加達，使用HD高畫質於亞洲國家放送。
- Universal Channel 亞洲－於印度尼西亞、馬來西亞與斯里蘭卡等國家以標準畫質電視（SDTV）放送。
- Universal Channel 菲律賓－與亞洲版節目相同，但由菲律賓當地經營，現已關閉。
- Universal Channel 台灣－與亞洲版節目相同，但由杰德影音代理當地經營以負責播送。

## 影集
- 貝茨旅館
- 半路情緣
- 芝加哥烈焰
- 芝加哥警署
- 鐵證懸案
- 犯罪心理
- 心魔
- 法網中間人
- 一觸即發
- 格林
- 豪斯醫生
- 輪椅神探（英语：Ironside (2013 TV series)）
- 妙探間諜
- 法網遊龍
- 法網遊龍：犯案動機（英语：Law & Order: Criminal Intent）
- 法網遊龍：英國（英语：Law & Order: UK）
- 探險奇兵（英语：The Librarians (2014 TV series)）
- 謊言終結者
- 犯罪動機
- 莫德克事件簿（英语：Murdoch Mysteries）
- 我們的辦公室
- 靈異妙探
- 上流名醫
- 警魂（英语：Shades of Blue (TV series)）
- 超自然檔案
- 現代愛情觀

## 相關
- 環球影劇頻道

## 外部連結
- 官方网站
- Universal Channel Asia的Facebook專頁
- Universal Channel Asia的X（前Twitter）
- Universal Channel 環球影劇頻道 | 杰德影音 （页面存档备份，存于）